# Commiphora sphaerophylla
Commiphora sphaerophylla är en tvåhjärtbladig växtart som beskrevs av Emilio Chiovenda. Commiphora sphaerophylla ingår i släktet Commiphora och familjen Burseraceae. Inga underarter finns listade i Catalogue of Life.